# 栃木地区広域行政事務組合
栃木地区広域行政事務組合（とちぎちくこういきぎょうせいじむくみあい）は、現在の栃木県栃木市に設立されていた一部事務組合。2014年4月4日解散。

## 概要

### 事務所
- 栃木県栃木市平柳町1丁目34-28

### 議会
- 解散直前の組合議員の定数:14
  - 栃木市:12
  - 岩舟町:2

### 沿革
- 1965年11月29日 旧・栃木市、下都賀郡大平町、下都賀郡藤岡町、下都賀郡都賀町、下都賀郡岩舟町、上都賀郡西方村の1市4町1村により栃木地区衛生施設組合が設立される。
- 1968年4月13日 栃木地区広域都市行政連絡協議会が設立される。
- 1969年4月1日 栃木地区清掃組合が設立される。
- 1970年6月30日 栃木地区清掃組合が解散される。
- 1970年7月1日 栃木地区広域行政事務組合が設立される。
- 1971年3月31日 栃木地区広域都市行政連絡協議会が解散される。
- 1971年4月1日 栃木地区広域行政協議会、栃木地区広域消防組合が設立される。
- 1976年3月31年 栃木地区広域行政協議会、栃木地区衛生施設組合、栃木地区広域消防組合が解散される。
- 1976年4月1日 栃木地区広域行政事務組合が複合化して発足する。
- 2010年3月29日 旧・栃木市、大平町、藤岡町、都賀町の新設合併により栃木市が誕生する。
- 2011年10月1日 西方町が栃木市へ編入合併。消防およびし尿処理に関する事務が栃木地区広域行政事務組合から栃木市に移管され、栃木地区広域行政事務組合消防本部が栃木市消防本部になる。
- 2014年4月4日 解散。
- 2014年4月5日 岩舟町が栃木市に編入合併。